# چاله‌حصار
چالِ حصار گودال محل خاک برداری احداث باروی شهر تهران واقع در محله سنگلج تهران بود که اکنون این گودال وجود ندارد. یک کوچه از محله سنگلج تهران در همان مکان به کوچه چاله‌حصار موسوم است.

## تاریخچه
میرزا آقاخان نوری (دومین صدراعظم ناصرالدین شاه در ۱۲۳۰ تا ۱۲۳۷ خورشیدی) در زمین معروف به چال‌حصار از برای ذکر مصیبت سیدالشهدا حایطی (دیواربست، دیوار، جدار) رفیع و ساحتی وسیع بنیان کرد.
چال‌حصار در محله سنگلج تهران در نزدیکی خانه میرزا یوسف مستوفی الممالک بوده است. هنگامی که شاه تهماسب یکم (سلطنت	۹۰۳ – ۹۵۵ خورشیدی) از سلاطین صفویه خواست بنای باره و حصار تهران را بگذارد از دو موضع از زمین این شهر خاک برداشتند و آن دو موضع دو چاله عمیق و وسیع شد که یکی معروف به چاله‌حصار و دیگری چاله‌میدان که هر دو مخفف شده چال‌حصار و چال‌میدان نامیده شدند. در گودالی که در چاله‌حصار بوده و فضای زیادی داشته است در دهه اول محرم و روز عاشورا هر ساله اجتماع بزرگی از اهالی تهران می‌شد و در هوای آزاد مراسم شبیه‌خوانی برگزار می شده است. و در سایر ایام و اوقات از نقاط بسیار کثیف و جای هرگونه کثافات بود. میرزا یوسف مستوفی الممالک (دوره مسئولیت ۱۲۶۳ تا ۱۲۶۵ خورشیدی) دور این محوطه را نرده چوبی با ستونهای آجری نصب نمود و محوطه میان را باغ عمومی ساخت و آن را به یکی از نقاط بسیار باصفای شهر جهت تفرج عامه تبدیل کرد و هوای سنگلج که غالبا به واسطه این محل متعفن بود بسیار سالم گردید. یک کوچه از محله سنگلج تهران هم به چال حصار موسوم است.
باغ چالحصار واقع در جنب خانه مرحوم میرزایوسف صدراعظم که مزبله بود و از فرط کثافت و عفونت بر مشام مجاورین و عابرین همی زیان می زد، مرحوم مشارالیه آنجا را تنظیف کرد و باغی کاشت که از مواقع تنزه و تفرج است.